# Huset Spanheim

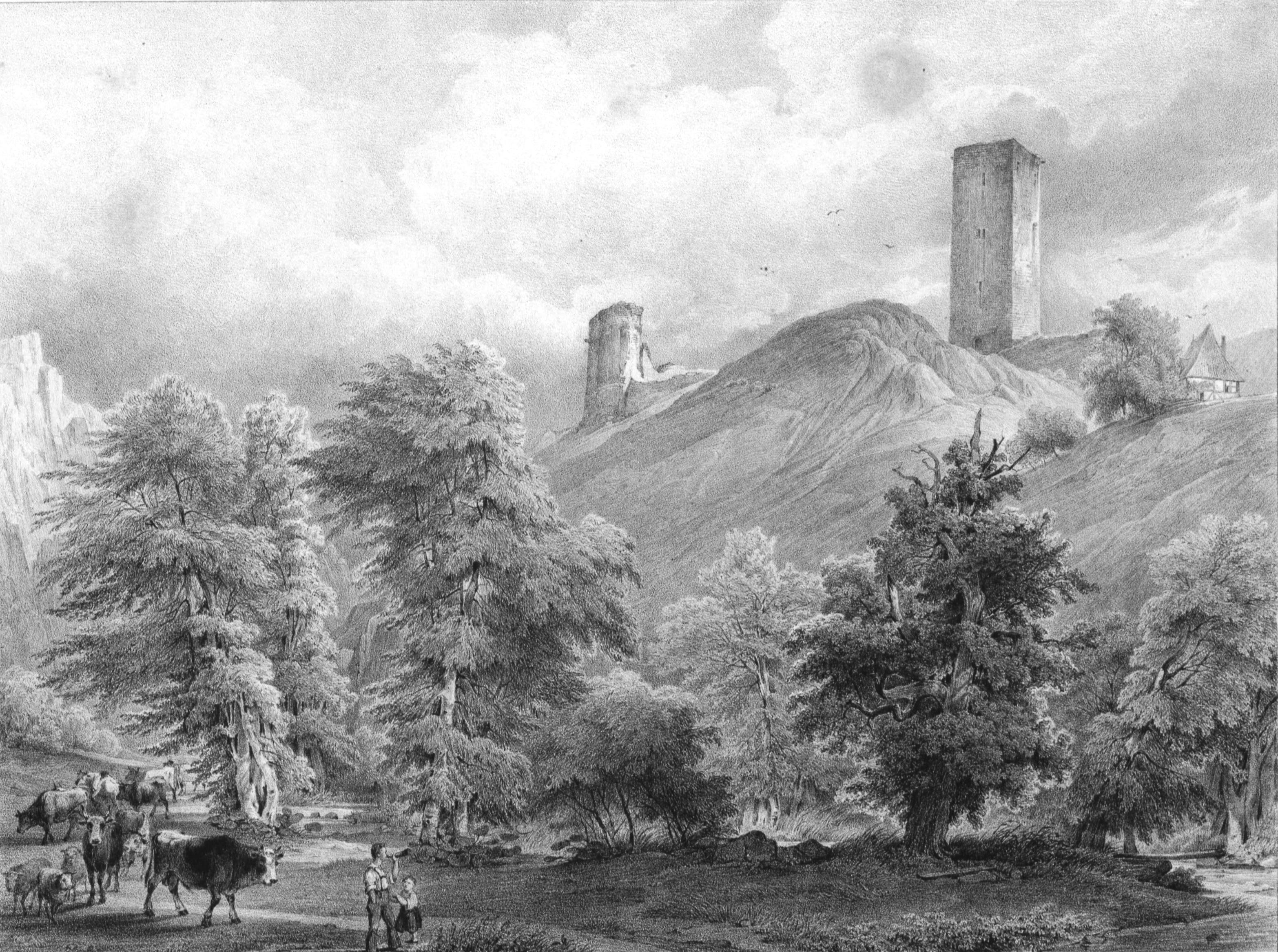
Gravyr från 1800-talet föreställande ruinen av Burg Sponheim.

Huset Spanheim, även Sponheim, är en gammal tysk ätt från Rheinfranken som har tagit sitt namn efter borgen Sponheim nära Bad Kreuznach i nuvarande tyska förbundslandet Rheinland-Pfalz.
Huset Spanheims olika grenar är 
- grevar av Sponheim (1044-1437)
- hertigar av Kärnten (1122-1269) och markgrevar av den ungerska marken (1045-1065), markgrevar av Istrien (1090-1173), markgrevar av Verona (1122-1151) samt markgrevar av Tuscien (1135-36)
- grevar av Lebenau (1130-1279)
- grevar av Ortenburg (1134-1805) och pfalzgrevar av Bayern (1209-1248), från 1805 till 1831 grevar av Tambach

## Historia
Ättens stamfader är Siegfried I av Spanheim (1010?-1065) som kom från Rheinfranken till Kärnten i kejsar Konrad II:s följe. Genom hans giftermål med Richgard av Lavant, arvdotter till greve Engelbert av Siegharding, vann han stora besittningar i Kärnten och Tyrolen. År 1045 fick han den ungerska marken i förläning och blev markgreve. 
Siegfrieds son Engelbert I blev markgreve av Istrien. Engelberts yngsta son Henrik fick hertigdömet Kärnten i förläning medan en annan son, Siegfried II, blev stamfader till sidogrenen Lebenau norr om Salzburg. Hertig Henrik av Spanheim efterträddes av sin yngre bror Engelbert II, vars son Ulrik ärvde hertigdömet Kärnten, medan en yngre son, Rapoto I, grundade grevskapet Ortenburg och så småningom även blev pfalzgreve av Bayern.

## Regenter och viktiga personer

### Hertigar av Kärnten
- Henrik IV (1122-1123)
- Engelbert (1123-1135)
- Ulrik I (1135-1144)
- Henrik V (1144-1161)
- Hermann (1161-1181)
- Ulrik II (1181-1202)
- Bernhard (1202-1256)
- Ulrik III (1256-1269)

- Philipp av Spanheim (1275-1279, nominell)

### Markgrevar av denungerska marken,Istrien,VeronaochTuscien
- Siegfried I, markgreve av den ungerska marken (1045-1065)
- Engelbert I, markgreve av Istrien (1090-1096)
- Engelbert II, markgreve av Istrien (1096-1124)
- Engelbert III, markgreve av Istrien (1124-1173) och markgreve av Tuscien (1135-1136)
- Heinrich IV, markgreve av Verona (1122-1123)
- Engelbert II, markgreve av Verona (1123-1135)
- Ulrik I, markgreve av Verona (1135-1144)
- Henrik V, markgreve av Verona (1144-1151)

### Pfalzgrevar av Bayern
- Rapoto II (1209-1231)
- Rapoto III (1231-1248)

### Grevar av Ortenburg
- Rapoto I (1134–1186)
- Rapoto II (1186–1231)
- Henrik I (1186–1241)
- Rapoto III (1231–1248)
- Henrik II (1241–1257)
- Gebhard (1257–1275)
- Rapoto IV (1275–1296)
- Henrik III (1321–1345)
- Henrik IV (1346–1395)
- Georg I (1395–1422)
- Etzel I (1422–1444)
- Alram II (1444–1460)
- Georg II (1461–1488)
- Sebastian I (1488–1490)
- Wolfgang (1488–1519)
- Ulrik II (1519–1524)
- Christoph I (1524–1551)
- Joakim (1551–1600)
- Henrik VII (1600–1603)
- Georg IV (1603–1627)
- Fredrik Casimir (1627–1658)
- Georg Reinhard (1658–1666)
- Kristian (1666–1684)
- Georg Philipp (1684–1702)
- Johann Georg (1702 omyndig, 1706–1725)
- Karl III (1725 omyndig, 1739–1776)
- Karl Albrekt (1776–1787)
- Joseph Carl (1787 (omyndig), 1801–1805)

### Grevar av Lebenau
- Siegfried I (1130–1132)
- Siegfried II (1132–1164)
- Siegfried III (1164 (omyndig), 1174–1190)
- Otto (1190-1200)
- Bernhard (1200-1229)
- Philipp an Spanheim (1254-1279)